# Grecia Centrale
La Grecia Centrale (in greco Στερεά Ελλάδα?) è una delle tredici periferie (in greco περιφέρειες?, perifereies - regione amministrativa) della Grecia, il suo capoluogo è Lamia.

## Geografia antropica

### Unità periferiche
1. Beozia
2. Eubea
3. Euritania
4. Ftiotide
5. Focide

### Comuni
A seguito della riforma in vigore dal 1º gennaio 2011 la Grecia Centrale è divisa nei seguenti comuni:
- Agrafa
- Aliartos
- Amflikeia-Elateia
- Calcide
- Delfi
- Dirfys-Messapia
- Distomo-Arachova-Antikyra
- Domokos
- Dorida
- Eretria
- Istiaia-Aidipsos
- Karpenisi
- Karystos
- Kymi-Aliveri
- Lamia
- Livadeia
- Lokroi
- Makrakomi
- Mantoudi-Limni-Agia Anna
- Molos-Agios Konstantinos
- Orcomeno
- Sciro
- Stylida
- Tanagra
- Tebe

## Prefetture
Nel vecchio sistema di suddivisioni amministrative, la periferia era divisa in 5 prefetture che corrispondono alle attuali unità periferiche dal punto di vista territoriale